# David Ige
David Ige hay David Yutaka Ige; /ˈiːɡeɪ/; Ige Yukata (伊芸 豊 (Y Vân Phong) Ige Yukata, 15 tháng 1 năm 1957) người Mỹ gốc Nhật, là một kỹ sư công nghệ, chính trị gia Hoa Kỳ. Ông hiện là Thống đốc thứ tám của tiểu bang Hawaii, Đồng Chủ tịch Hội đồng Thống đốc Hoa Kỳ. Ông nguyên là Thượng nghị sĩ Thượng viện tiểu bang Hawaii; Hạ nghị sĩ Hạ viện tiểu bang Hawaii. Trong cuộc bầu cử Thống đốc năm 2014, ông đã đánh bại Thống đốc đương nhiệm Neil Abercrombie trong cuộc bầu cử sơ bộ của Đảng Dân chủ và giành chiến thắng trong cuộc tổng tuyển cử trước ứng cử viên Đảng Cộng hòa Duke Aiona. Ông tiếp tục tái đắc cử vào năm 2018.
David Ige là Đảng viên Đảng Dân chủ, học vị Thạc sĩ Quản trị kinh doanh, chính trị gia tự do. Ông là người Mỹ gốc Nhật Bản thứ hai sau George Ariyoshi, người Mỹ gốc Lưu Cầu đầu tiên trở thành Thống đốc một tiểu bang của Hoa Kỳ.

## Xuất thân và giáo dục
David Ige sinh ra và lớn lên ở Pearl City, quận Honolulu, Hawaii, Hoa Kỳ, là con trai thứ năm trong số sáu người con trai của Tokio và Ige Tsurue, người gốc Okinawa, Nhật Bản. Trong Chiến tranh thế giới thứ hai, bố ông là Tokio Ige phục vụ trong Đội chiến đấu của Tiểu đoàn 100, Trung đoàn Bộ binh 442, và được trao tặng Trái tim Tím và Ngôi sao Đồng. Sau chiến tranh, Tokio Ige làm thợ sắt trong các dự án xây dựng trong khi  mẹ ông, Tsurue Ige làm y tá và chuyên gia răng miệng. David Ige lớn lên tại quê nhà, theo học tại các trường công lập ở thành phố Pearl như Trường Tiểu học Thành phố Pearl, Trường Trung học Highlands và Trường Trung học thành phố Pearl. Thời thanh niên, ông tham gia các môn thể thao cộng đồng, chơi ở đội tuyển bóng chày Pearl City Little League trong tám năm.

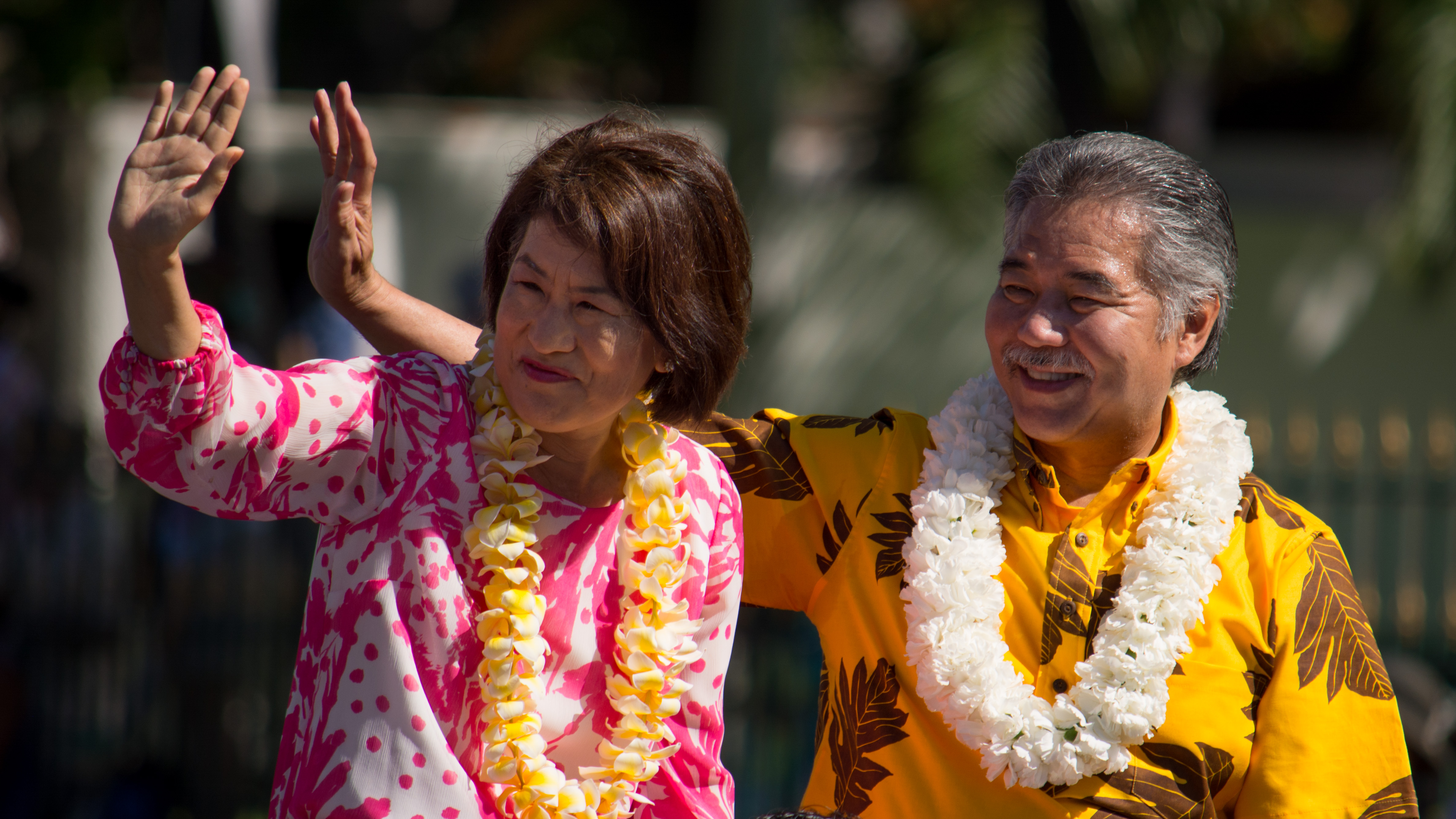
Dawn Ige và David Ige năm 2016.

Những năm ông học trung học cũng là lúc Trường Trung học Pearl City mới được thành lập và xây dựng, ông tham gia nhiều hoạt động và đạt thành tích xuất sắc. Ông được bầu làm Phó Chủ tịch hội học sinh năm lớp 11, rồi Chủ tịch lớp học sinh lớp 12. Ông tốt nghiệp xếp hạng thứ năm trong lớp hơn 500 học sinh vào năm 1975. Sau đó, David Ige được Viện Công nghệ Massachusetts chấp nhận, nhưng ông không tới Massachusetts mà ở lại Hawaii, theo Đại học Hawaii tại Manoa (UH), lấy Cử nhân Khoa học về Kỹ thuật điện. Tại UH, ông từng là Thư ký hội sinh viên và Phó Chủ tịch nhóm huynh đệ Phi Delta Sigma.
Sau khi tốt nghiệp đại học, trong khi làm việc cho GTE Hawaiian Tel, David Ige tham gia các khóa học sau đại học tại UH và lấy bằng Thạc sĩ Quản trị Kinh doanh về khoa học quyết định (decisions sciences). Năm 1986, Tạp chí Kinh doanh Hawaii đã vinh danh ông là một trong 10 sinh viên MBA hàng đầu của trường. Trước khi được bầu làm Thống đốc Hawaii, David Ige từng là giám đốc dự án với Robert A. Ige và Associates, Inc., Phó Chủ tịch kỹ thuật của NetEnterprise, và kỹ sư chính cấp cao tại Pihana Pacific, công ty đã thành lập trung tâm dữ liệu và nhà cung cấp dịch vụ hàng đầu thế giới, cầu nối Internet trung lập ở Hawaii và Thái Bình Dương. Bên cạnh đó, ông đã làm kỹ sư cho GTE Hawaiian Tel trong hơn 18 năm.

## Sự nghiệp chính trị

### Hội đồng Lập pháp
David Ige ban đầu được bổ nhiệm vào Hạ viện Hawaii vào ngày 02 tháng 12 năm 1985, bởi Thống đốc George Ariyoshi sau khi Hạ nghị sĩ Arnold Morgado từ chức để tranh cử một ghế trong Hội đồng Thành phố Honolulu. Sau đó, ông phục vụ tại Thượng viện tiểu bang Hawaii từ năm 1995 đến năm 2015. Trong sự nghiệp lập pháp của mình, ông từng là Chủ tịch của chín Ủy ban khác nhau, tập trung phần lớn sự nghiệp của mình với tư cách là nhà lập pháp về chính sách thông tin và viễn thông, là đồng tác giả của Đạo luật Công nghiệp Thông tin và Viễn thông Hawaii thiết lập mạng thông tin tiểu bang và thành lập Tổng công ty Mạng Thông tin Hawaii. Ông là trung tâm của nỗ lực đa dạng hóa nền kinh tế của Hawaii, chịu trách nhiệm thiết lập các chương trình vốn hạt giống và đầu tư mạo hiểm, các sáng kiến phát triển phần mềm và các chương trình chuyển giao công nghệ.
David Ige đã được bầu lại vào Thượng viện bang Hawaii vào năm 2012, đánh bại đối thủ Đảng Cộng hòa và cựu phi hành đoàn Không quân Hải quân Hoa Kỳ, Giám đốc điều hành doanh nghiệp Mike Greco. Mike Greco cũng là đối thủ đầu tiên mà David Ige phải đối mặt tại một cuộc tổng tuyển cử trong hơn một thập kỷ.

### Thống đốc Hawaii

#### Tranh cử
Năm 2014, David Ige đã tranh cử đối đầu với Neil Abercrombie, Thống đốc Hawaii đương nhiệm trong cuộc bầu cử sơ bộ của Đảng Dân chủ cho tổng tuyển cử toàn bang, và ông đã đánh bại Neil Abercrombie với tỷ lệ 66–31%. Chiến thắng nội bộ đảng khiến ông trở thành ứng cử viên đầu tiên từng đánh bại Thống đốc đương nhiệm của Hawaii trong một cuộc bầu cử sơ bộ. Ông đối mặt với đối thủ Duke Aiona của Đảng Cộng hòa và Mufi Hannemann của Đảng độc lập trong cuộc tổng tuyển cử, chiến thắng với tỷ lệ 49,45–37,08%.

#### Nhiệm kỳ

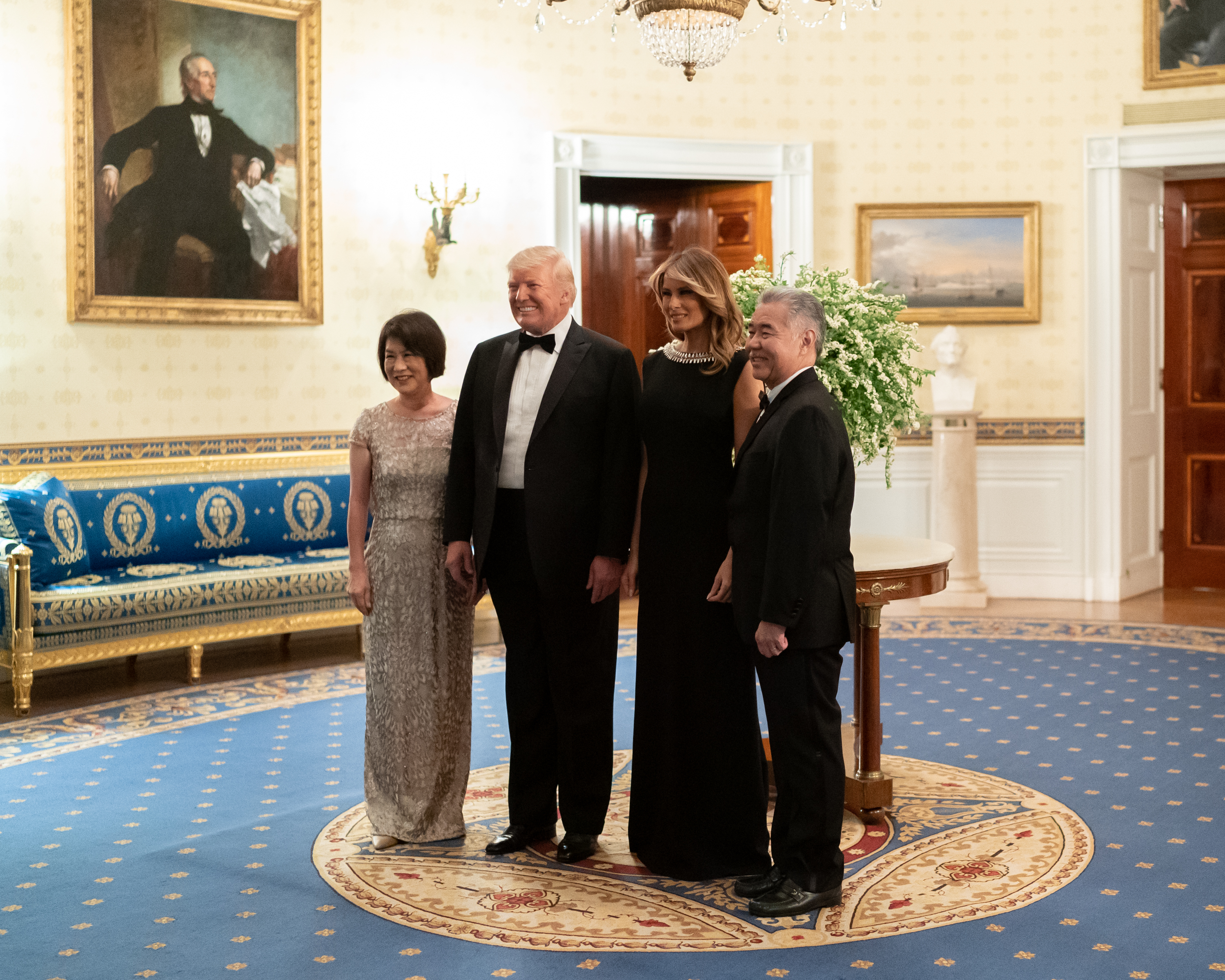
Gia đình David Ige và gia đình Donald Trump tại Nhà Trắng năm 2020.

David Ige tuyên thệ nhậm chức Thống đốc thứ tám của Hawaii vào ngày 01 tháng 12 năm 2014, cùng với Phó Thống đốc Shan Tsutsui tại Điện Hawaii State Capitol Rotunda. Ông là người gốc Okinawa đầu tiên được bầu làm Thống đốc một tiểu bang của Hoa Kỳ. Chủ đề lễ nhậm chức của ông là tôn vinh quá khứ và vạch ra một ngày mai mới nhằm tri ân người bố của ông, người đã phục vụ trong Quân đội Hoa Kỳ tại Thế chiến II cùng với cố Thượng nghị sĩ Mỹ Daniel Inouye.
Vào tháng 10 năm 2015, David Ige đã ban bố tình trạng khẩn cấp do vấn đề vô gia cư ngày càng leo thang; vào năm 2015, Hawaii có tỷ lệ người vô gia cư cao nhất Hoa Kỳ. Vào tháng 6 năm 2017, sau quyết định của Tổng thống Donald Trump rút Hoa Kỳ khỏi Hiệp định Paris về biến đổi khí hậu, David Ige đã ký hai dự luật tương ứng cam kết tiểu bang sẽ đáp ứng bất kể các mục tiêu phát thải khí nhà kính theo Thỏa thuận Paris và thiết lập giảm cacbon và đảm bảo chất lượng đất.
Ngày 13 tháng 1 năm 2018, sau khi một cảnh báo tên lửa đến được gửi nhầm tới tất cả các điện thoại thông minh trong bang, được phát qua đài truyền hình và đài phát thanh địa phương, ông đã xin lỗi về sai lầm, do lỗi của Cơ quan khẩn cấp Hawaii. Ông cam kết sẽ đánh giá lại các thủ tục khẩn cấp của tiểu bang để ngăn chặn sự tái diễn của cảnh báo sai, gây ra sự hoảng loạn và hoang mang trên diện rộng trong tiểu bang. Vào ngày 22 tháng 2 năm 2019, Tổng thống Donald Trump đã bổ nhiệm David Ige vào Hội đồng Thống đốc lưỡng đảng, giữ vai trò Đồng Chủ tịch.

## Lịch sử tranh cử
| Tổng tuyển cử Thống đốc Hawaii 2014 | Tổng tuyển cử Thống đốc Hawaii 2014 | Tổng tuyển cử Thống đốc Hawaii 2014 | Tổng tuyển cử Thống đốc Hawaii 2014 | Tổng tuyển cử Thống đốc Hawaii 2014 | Tổng tuyển cử Thống đốc Hawaii 2014 |
| Đảng                                | Đảng                                | Ứng cử viên                         | Số phiếu                            | %                                   | ±                                   |
| ----------------------------------- | ----------------------------------- | ----------------------------------- | ----------------------------------- | ----------------------------------- | ----------------------------------- |
|                                     | Dân chủ                             | David Ige                           | 181.106                             | 49,45%                              | -9,16%                              |
|                                     | Cộng hòa                            | Duke Aiona                          | 135.775                             | 37,08%                              | -4,31%                              |
|                                     | Độc lập                             | Mufi Hannemann                      | 42.934                              | 11,72%                              | N/A                                 |
|                                     | Tự do                               | Jeff Davis                          | 6.395                               | 1,75%                               | N/A                                 |
| Tổng số phiếu                       | Tổng số phiếu                       | Tổng số phiếu                       | 366.210                             | 100.00%                             | N/A                                 |
|                                     | Dân chủ Giữ ghế                     |                                     |                                     |                                     |                                     |

| Tổng tuyển cử Thống đốc Hawaii 2018 | Tổng tuyển cử Thống đốc Hawaii 2018 | Tổng tuyển cử Thống đốc Hawaii 2018 | Tổng tuyển cử Thống đốc Hawaii 2018 | Tổng tuyển cử Thống đốc Hawaii 2018 | Tổng tuyển cử Thống đốc Hawaii 2018 |
| Đảng                                | Đảng                                | Ứng cử viên                         | Số phiếu                            | %                                   | ±                                   |
| ----------------------------------- | ----------------------------------- | ----------------------------------- | ----------------------------------- | ----------------------------------- | ----------------------------------- |
|                                     | Dân chủ                             | David Ige (đương nhiệm)             | 244.934                             | 62,67%                              | +13,22%                             |
|                                     | Cộng hòa                            | Andria Tupola                       | 131.719                             | 33,70%                              | -3,38%                              |
|                                     | Đảng Xanh                           | Jim Brewer                          | 10.123                              | 2,59%                               | N/A                                 |
| Tổng số phiếu                       | Tổng số phiếu                       | Tổng số phiếu                       | 390.843                             | 100.00%                             | N/A                                 |
|                                     | Dân chủ Giữ ghế                     |                                     |                                     |                                     |                                     |

## Đời tư
Trong gia đình, bố ông, Ige Tokio qua đời năm 2005 ở tuổi 86, mẹ ông Ige Tsurue đã nghỉ hưu, sống ở Pearl City. David Ige gặp vợ là Dawn Amano tại Đại học Hawaii, kết hôn và sống ở Pearl City. Dawn Amano là giáo viên trường công. Họ có ba người con là Lauren, Amy và Matthew.